# Campyloprion
Campyloprion è un genere estinto di pesci cartilaginei (condritti), appartenente all’ordine degli eugeneodonti, primitivi condritti imparentati con squali e chimere, la cui principale peculiarità era la dentatura della mandibola, costituita da una strana struttura “a spirale”. Visse nel tardo Carbonifero, e fu uno dei cacciatori più grandi del suo tempo.

## Descrizione
Questo pesce era un tipico esponente degli eugeneodonti, condritti dalla dentatura del tutto particolare, in quanto in questi primitivi “squali”, durante la sostituzione dei denti, i nuovi che venivano formandosi spingevano verso l’esterno quelli vecchi, che però non andavano persi, accumulandosi in una struttura dalla forma circolare. Strettamente imparentato con Helicoprion, di cui si pensa sia un diretto antenato, Campyloprion era probabilmente un superpredatore dei mari del Carbonifero (come un altro eugeneodonte, Edestus, vissuto in una fase antecedente dello stesso periodo), potendo raggiungere gli 8-9 metri di lunghezza ed essendo dotato di grossi denti seghettati.